# Cechsztyn

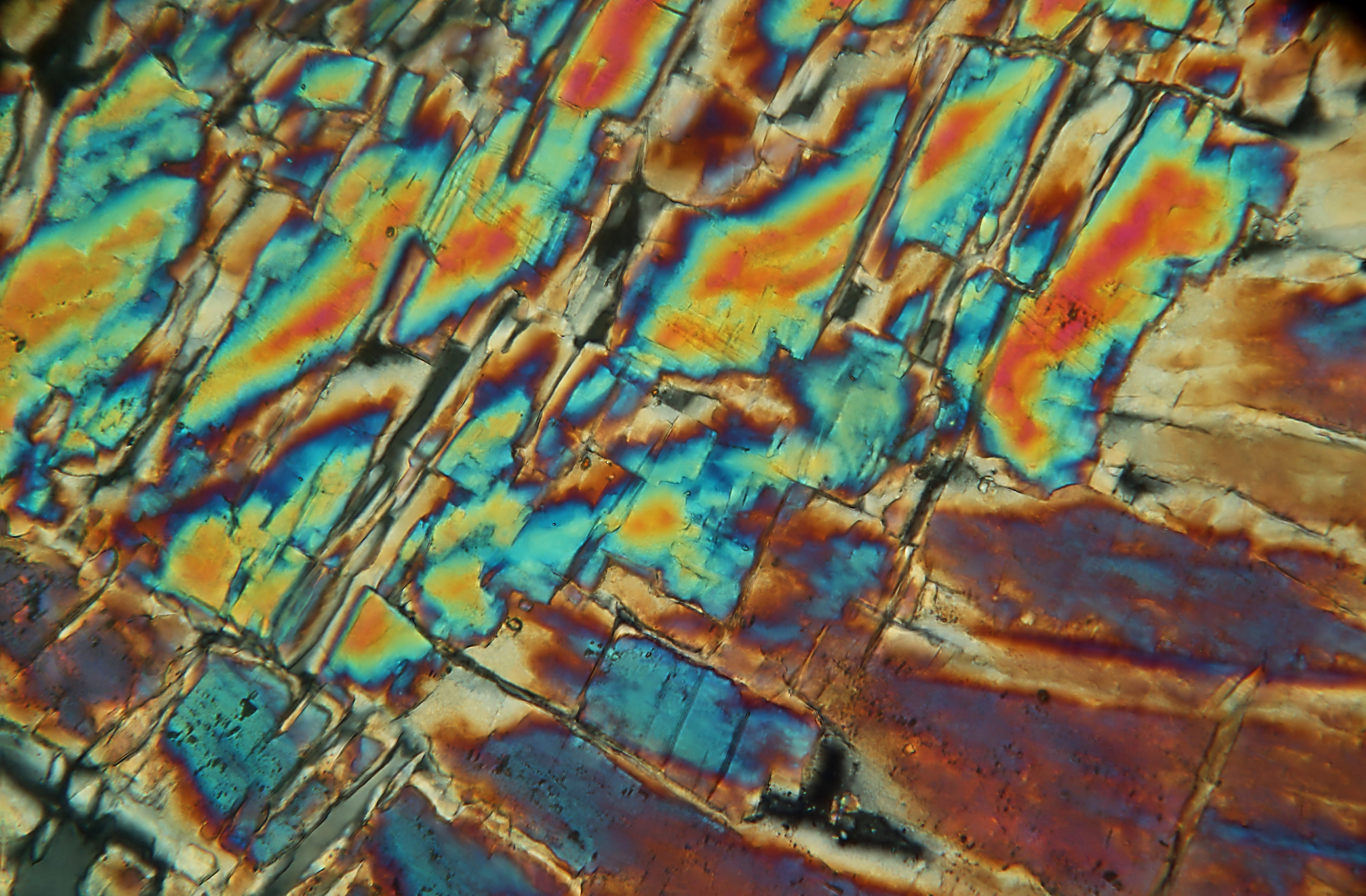
Mikroskopowa fotografia cechsztyńskiego anhydrytu

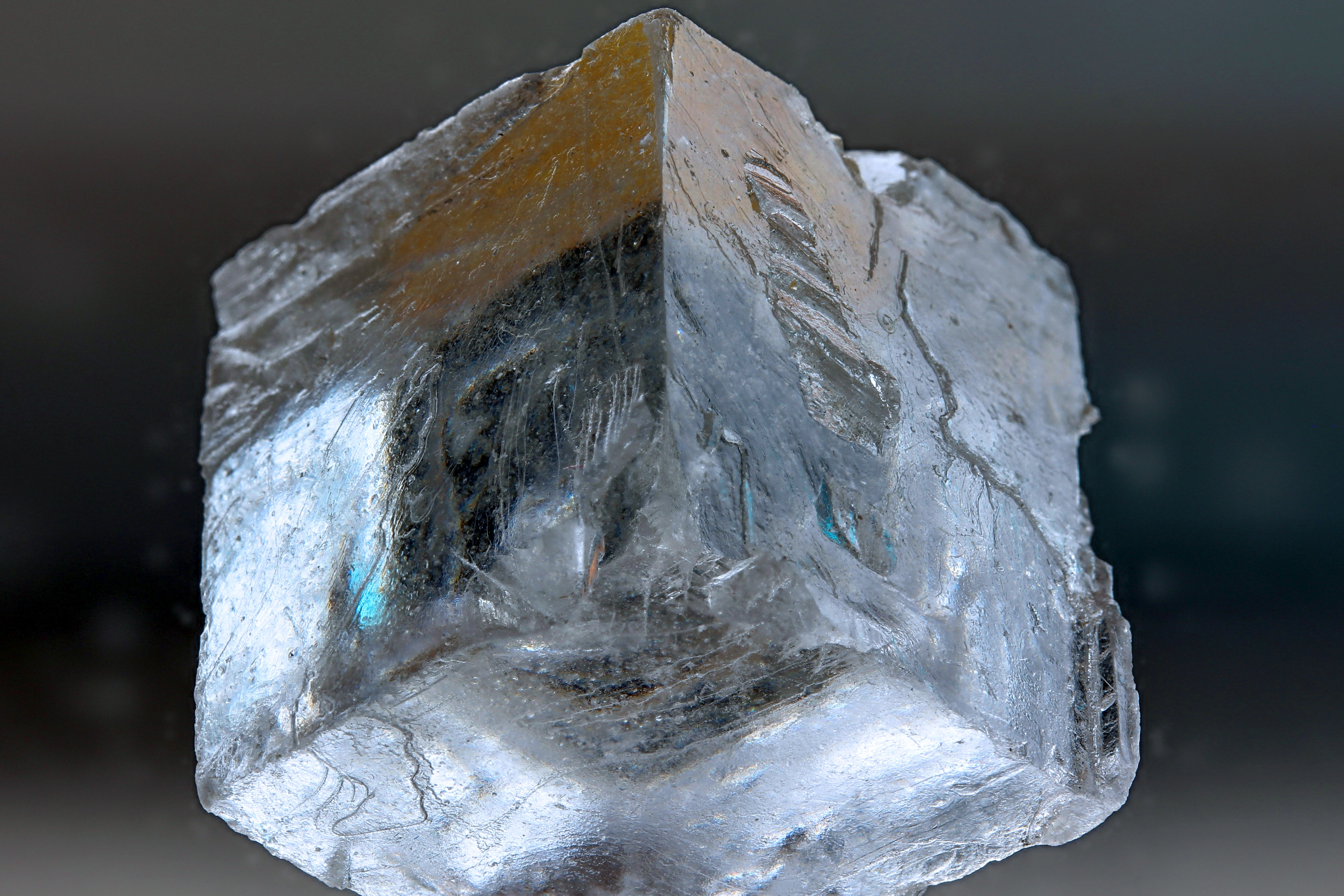
Cechsztyński halit

Cechsztyn – nazwa kompleksu permskich skał osadowych pochodzenia morskiego, powstałych w bardzo płytkim i ciepłym akwenie (morza epikontynentalnego) obejmującego znaczne obszary Europy Zachodniej i Środkowej (np. Niż Polski). Mają one różny wiek; datowane są na perm późny i środkowy. 
Charakterystyczna dla cechsztynu jest obecność cyklotemów ewaporatowych, związanych z cyklicznym epizodami transgresji morza i wytrącaniem się gipsów i soli kamiennych i potasowych. Wyróżniono siedem cyklotemów (od najstarszego): Werra (Z1), Stassfurt (Z2), Leine (Z3), Aller (Z4), Ohre (Z5), Friesland (Z6) i Fulda (Z7). Osady ostatnich dwóch cyklotemów nie występują w Polsce. Oprócz skał ewaporatowych występują tam także mułowce, iłowce i wapienie oraz dolomity. 
W Polsce utwory cechsztynu występują na powierzchni w Sudetach (niecce północnosudeckiej) oraz w Górach Świętokrzyskich.

## Cechsztyńskie bogactwa naturalne w Polsce
W Polsce w obrębie cechsztynu stwierdzono występowanie złóż miedzi, wydobywanych początkowo w marglach niecki północnosudeckiej (Leszczyna, Nowy Kościół, Iwiny). Po odkryciu przez Jana Wyżykowskiego w 1957 r. jednego z największych na świecie złóż miedzi, w tzw. łupkach miedzionośnych (Werra) na monoklinie przedsudeckiej, eksploatację obecnie prowadzi się w rejonie Polkowic i Lubina. Obocznie eksploatuje się tu również sól kamienną. 
Z cechsztynem wiążą się także wielkie złoża soli kamiennych, występujących w postaci wysadów, wydobywane w Kłodawie, Mogilnie i w Górze. Poza Kłodawą, jest tam prowadzona eksploatacja metodą ługowania, a powstałe w ten sposób komory wykorzystywane są na podziemne magazyny paliw, głównie gazu np. PMG (podziemny zbiornik gazu) Mogilno, ale i także innych paliw tak jak w PMP Góra. W osadach cechsztynu znajdują się także złoża węglowodorów. Dotyczy to zwłaszcza cyklotemu Stassfurt (poziom Ca2), w którym znajduje się największe odkryte dotąd polskie złoże ropy naftowej (Barnówko-Mostno-Buszewo). Wydobyte z tych poziomów węglowodory charakteryzują się dużą zawartością związków siarki i azotu.
Eksploatuje się również gipsy i anhydryty, występujące w niecce północnosudeckiej w Niwnicach (złoże Nowy Ląd).
W Górach Świętokrzyskich na Czerwonej Górze koło Chęcin wydobywano cechsztyńskie (Werra) zlepieńce zygmuntowskie, z których wykonywano płyty i ozdobne okładziny. Obecnie eksploatacja ich jest wstrzymana.